# 체크 포인트 (기업)

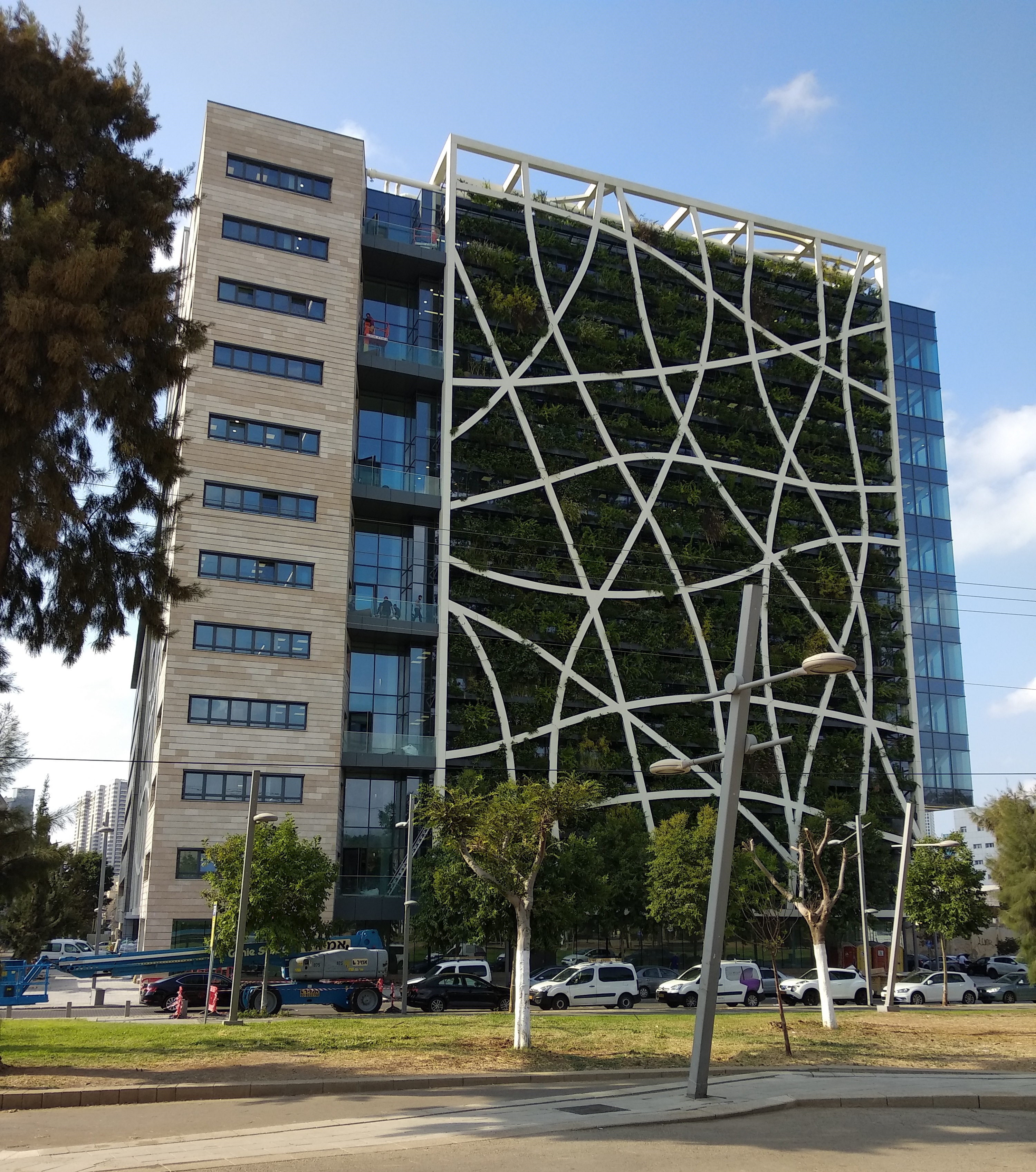

체크 포인트(Check Point)는 네트워크 보안, 엔드포인트 보안, 클라우드 보안, 모바일 보안, 데이터 보안, 보안 관리를 포함한 IT 보안을 위한 소프트웨어, 하드웨어 제품을 제공하는 미국-이스라엘의 기업이다.
2021년 기준으로 이 기업의 직원 수는 전 세계적으로 약 6,000명이다. 이스라엘 텔아비브와 미국 캘리포니아주 샌카를로스에 본사를 두고 있으며 이스라엘과 벨라루스에 개발 센터가 있다. 한때는 미국(존알람), 스웨덴(전 프로텍트 데이터 개발 센터)에도 있었다. 이 기업의 오피스는 전 세계 70곳 이상에 위치한다. 주요 오피스들이 북아메리카에 위치하는데, 10곳은 미국, 4곳은 캐나다(온타리오주 오타와), 그리고 유럽(런던, 파리 (프랑스), 뮌헨, 마드리드)과 아태평양(싱가포르, 일본, 벵갈루루, 시드니)에 위치해 있다.

## 같이 보기
- 이스라엘의 경제